# Lupe Calcio a 5
L'Associazione Sportiva Dilettantistica Lupe Calcio a 5 è stata la sezione femminile della Luparense Calcio a Cinque, con sede a San Martino di Lupari.
Istituita nel 2004, la società si è sciolta nel 2016.

## Storia
Giunta due volte alla finale di coppa Italia nazionale, si è vista sfuggire la vittoria ai rigori e sul filo di lana la seconda. Società sempre ai vertici del calcio a 5 femminile veneto e nazionale, gioca le partite in casa in uno dei più bei palazzetti del campionato femminile, sempre seguita da un gruppo di fedelissimi tifosi, la società si è sempre distinta per rispetto e ottime relazione con giocatrici e staff propri e delle altre società. Fact totum e grande scopritore di talenti, l'allenatore da sempre mister Mario Lovo.
Dalla stagione 2011-2012 (ovvero dalla fondazione del campionato nazionale) partecipa alla Serie A. Nella prima stagione la squadra ha chiuso al sesto posto del girone A mentre in Coppa Italia ha raggiunto la semifinale, venendo sconfitta dalle milanesi del Kick Off, future vincitrici della manifestazione.
Il 1º luglio 2016 il presidente Alberto Lorenzin, annuncia lo scioglimento della squadra.

## Cronistoria
| Cronistoria delle Lupe Calcio a 5 |
| --- |
| - 2004 · Fondazione delle Lupe Calcio a 5, sezione femminile della Luparense. - 2004-05 · 1ª nel girone B del campionato regionale di Serie B. Promossa nel campionato regionale di Serie A. Vince la Coppa Veneto di Serie B (1º titolo). - 2005-06 · 3ª nel campionato regionale di Serie A. Semifinalista play-off regionali. Semifinalista di Coppa Italia regionale. Vince la Supercoppa del Veneto (1º titolo). - 2006-07 · 7ª nel campionato regionale di Serie A. Vince la Coppa Italia regionale (1º titolo). - 2007-08 · 2ª nel campionato regionale di Serie A. Semifinalista play-off regionali. Vince la Coppa Italia regionale (2º titolo). Finalista di Coppa Italia. Vince la Supercoppa del Veneto (2º titolo). - 2008-09 · 2ª nel campionato regionale di Serie A. Semifinalista play-off regionali. Vince la Coppa Italia regionale (3º titolo). Quarti di finale di Coppa Italia. Vince la Supercoppa del Veneto (3º titolo). - 2009-10 · 2ª nel campionato regionale di Serie C. Finalista play-off regionali. Vince la Coppa Italia regionale (4º titolo). Quarti di finale di Coppa Italia. Vince la Supercoppa del Veneto (4º titolo). - 2010-11 · 1ª nel campionato regionale di Serie C. Ammessa in Serie A nazionale. Finalista play-off regionali. Vince la Coppa Italia regionale (5º titolo). Finalista di Coppa Italia. Finalista di Supercoppa del Veneto. - 2011-12 · 6ª nel girone A di Serie A. Semifinalista di Coppa Italia. - 2012-13 · 2ª nel girone A di Serie A. Ottavi di finale play-off scudetto. Quarti di finale di Coppa Italia. - 2013-14 · 7ª nel girone A di Serie A. - 2014-15 · 5ª nel girone A di Serie A. Ammessa in Serie A Élite. Ottavi di finale play-off scudetto. - 2015-16 · 1ª nel girone A di Serie A Élite. 7ª nel girone gold. Semifinalista di Coppa Italia Élite. - 2016 · Scioglimento della società. |

## Colori e simboli

### Colori
I colori storici delle Lupe calcio a 5 sono il bianco e l'azzurro.

### Simboli ufficiali
Il simbolo delle Lupe calcio a 5 è il lupo.

## Strutture

### Palazzetti
- 2004-2016 Palasport comunale (San Martino di Lupari)

## Società

### Sponsor
- 2004-2014 ·  Joma
- 2014-2016 ·  Legea

## Allenatori e presidenti

### Allenatori
- 2004-2016 ·  Mario Lovo

### Presidenti
- 2004-2009 ·  Chiara Squarise
- 2009-2016 ·  Alberto Lorenzin

## Giocatrici

### Capitane
- 2004-2010 ·  ?
- 2010-2012 ·  Giorgia Benetti
- 2012-2016 ·  Paola Canaglia

## Palmarès

### Competizioni regionali
- Coppa Italia regionale: 5

2006-2007, 2007-2008, 2008-2009, 2009-2010, 2010-2011
- Supercoppa del Veneto: 4

2005, 2007, 2008, 2009
- Campionato regionale Veneto di Serie B: 1

2004-2005 (girone B)
- Coppa Veneto di Serie B: 1

2004-2005

### Altri piazzamenti
- Coppa Italia

Finalista: 2007-2008, 2010-2011
- Campionato regionale Veneto

Finalista: 2009-2010, 2010-2011

## Statistiche e record

### Partecipazione ai campionati
| Livello | Categoria         | Partecipazioni | Debutto   | Ultima stagione | Totale |
| ------- | ----------------- | -------------- | --------- | --------------- | ------ |
| 1°      | Serie A           | 5              | 2011-2012 | 2015-2016       | 5      |
| 1°      | Serie A regionale | 6              | 2005-2006 | 2010-2011       | 6      |
| 2°      | Serie B regionale | 1              | 2004-2005 | 2004-2005       | 1      |